# 比福德 (科羅拉多州)
比福德（英語：Buford）是位於美國科羅拉多州里奧布蘭科縣的一個非建制地區。該地的面積和人口皆未知。

## 地理
比福德的座標為39°59′14″N 107°37′00″W / 39.98722°N 107.61667°W，而該地的平均海拔高度為2142米（即7027英尺）。